# Steinweg 29 (Quedlinburg)

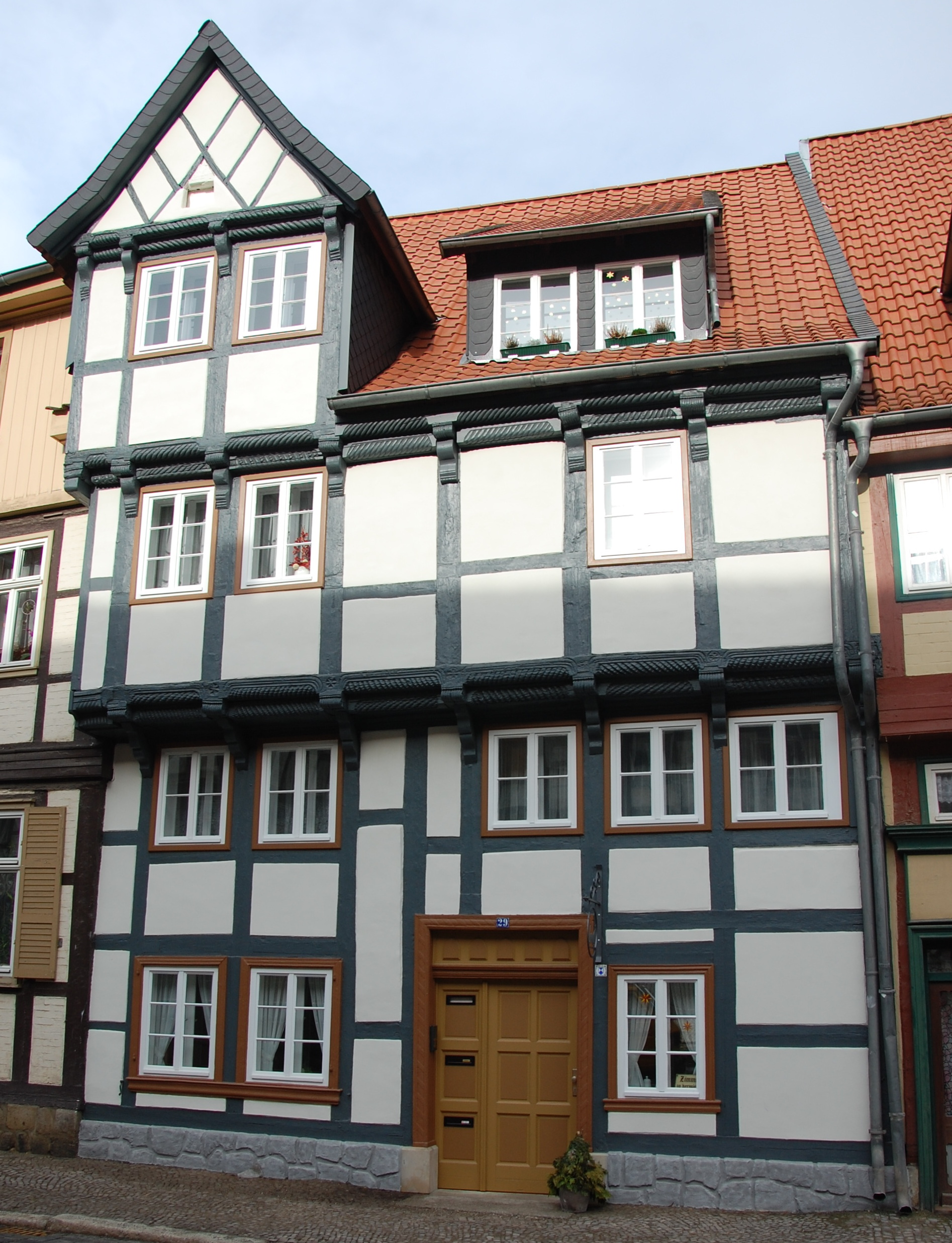
Steinweg 29

Das Haus Steinweg 29 ist ein denkmalgeschütztes Gebäude in der Stadt Quedlinburg in Sachsen-Anhalt.

## Lage
Es befindet sich in der historischen Quedlinburger Neustadt auf der Nordseite des Steinwegs. Westlich grenzt das gleichfalls denkmalgeschützte Haus Steinweg 28 an. Im Quedlinburger Denkmalverzeichnis ist es als Wohnhaus eingetragen.

## Architektur und Geschichte
Das zweigeschossige Fachwerkhaus entstand in der Zeit der Renaissance in der zweiten Hälfte des 16. Jahrhunderts. Im Erdgeschoss ist ein Zwischengeschoss eingefügt. Das obere Geschoss kragt deutlich vor. Auf der westlichen Hälfte des Gebäudes befindet sich ein Zwerchhaus. Als Verzierungen finden sich walzenförmige Balkenköpfe und gekoppelte Taustäbe. An der Stockschwelle finden sich geschnitzte Verzierungen und insbesondere Kerbschnittornamente in Sternform und Knaggen.
Auf der Westseite des Hofs befinden sich zwei versetzt angeordnete Fachwerkbauten.